# Hendrik Picard
Hendrik Picard (Antwerpen, 18 maart 1883 - 23 augustus 1946) was een Belgisch advocaat en politicus voor het Vlaamsche Front.

## Levensloop
Na de humaniora in het atheneum van Antwerpen, studeerde Picard rechten aan de Rijksuniversiteit Gent en de ULB. Tijdens zijn studies was hij lid van de Vlaamsgezinde studentenverenigingen 't Zal wel gaan en Geen Taal Geen Vrijheid. Hij werd in 1914 opgeroepen voor het leger. Met zijn regiment week hij uit naar Nederland, waar de Belgische militairen voor de duur van de Eerste Wereldoorlog door de Nederlandse overheid geïnterneerd werden. Picard verbleef in het Belgenkamp in Harderwijk.
Hij vestigde zich in 1919 als advocaat in Antwerpen. Hij nam er onmiddellijk de verdediging van heel wat activisten waaronder ook Adiel Debeuckelaere die, als leider van de Frontbeweging, van hoogverraad werd beschuldigd. Hij trad toe tot de Frontpartij en voerde in het arrondissement Antwerpen de kieslijst aan voor de wetgevende verkiezingen in 1921. Hij werd verkozen in de Kamer van volksvertegenwoordigers en vervulde dit mandaat tot hij in 1925 de plaats moest ruimen voor Herman Vos. 
Hij was in de volgende jaren betrokken bij het getouwtrek tussen Vlaams-nationalistische partijen en was een tegenstander van het VNV. Toch aanvaardde hij in 1936 de senaatslijst te trekken in Antwerpen voor het Vlaamsch Nationaal Blok, een kartel van VNV en Fronters. Hij werd niet verkozen, maar werd wel provinciaal senator voor de provincie Antwerpen en zetelde tot in 1939. Hij trok zich vervolgens uit de politiek terug. Na de Tweede Wereldoorlog trad hij opnieuw op als advocaat voor vervolgde collaborateurs.